# Miramas
Miramas is een gemeente in het Franse departement Bouches-du-Rhône in de regio Provence-Alpes-Côte d'Azur en maakt deel uit van het arrondissement Istres. De gemeente telde 25.891 inwoners op 1 januari 2022.

## Geschiedenis
Miramas is ontstaan op een rotsheuvel bij het Étang de Berre in de 9e en 10e eeuw. De bevolking zocht hier beschutting tegen invallen van de Saracenen. Het dorp werd verdedigd door een kasteel (12e eeuw) en een stadsmuur, die werd afgebroken in de 19e eeuw. Miramas was een bezit van de Abdij van Montmajour, al maakten de heren van Les Baux ook aanspraak op Miramas. Na de aanhechting van de Provence bij Frankrijk in 1481 was er geen nood meer aan een verdediging en kon er ook bewoning ontstaan in de vlakte. De plaats telde ongeveer 600 inwoners.
In 1849 werd de spoorlijn Avignon-Marseille geopend. Miramas kreeg een station op 3,5 kilometer van de oude dorpskern. Miramas werd een spoorwegknooppunt met bijkomende verbindingen naar Salon-de-Provence en Cavaillon (1873), Port-de-Bouc (1877) en L'Estaque (1883). Er kwam ook een rangeerstation. Bij het station ontstond de nieuwe kern Constantine die al snel groeide door de komst van spoorwegarbeiders. De bevolking van de oude dorpskern kromp van 500 naar 100. In de gemeente waren er ook steenbakkerijen, die evenwel sloten aan het begin van de 20e eeuw.

## Geografie
De oppervlakte van Miramas bedraagt 25,74 vierkante kilometer; Op 1 januari 2022 was de bevolkingsdichtheid 1.005,9 inwoners per km².
Het oude dorpscentrum, Miramas-le-Vieux, telt nog maar een paar honderd inwoners. Vanaf het midden van de 19e eeuw, door de komst van de spoorweg, kreeg de gemeente een nieuwe bewoningskern.

De onderstaande kaart toont de ligging van Miramas met de belangrijkste infrastructuur en aangrenzende gemeenten.

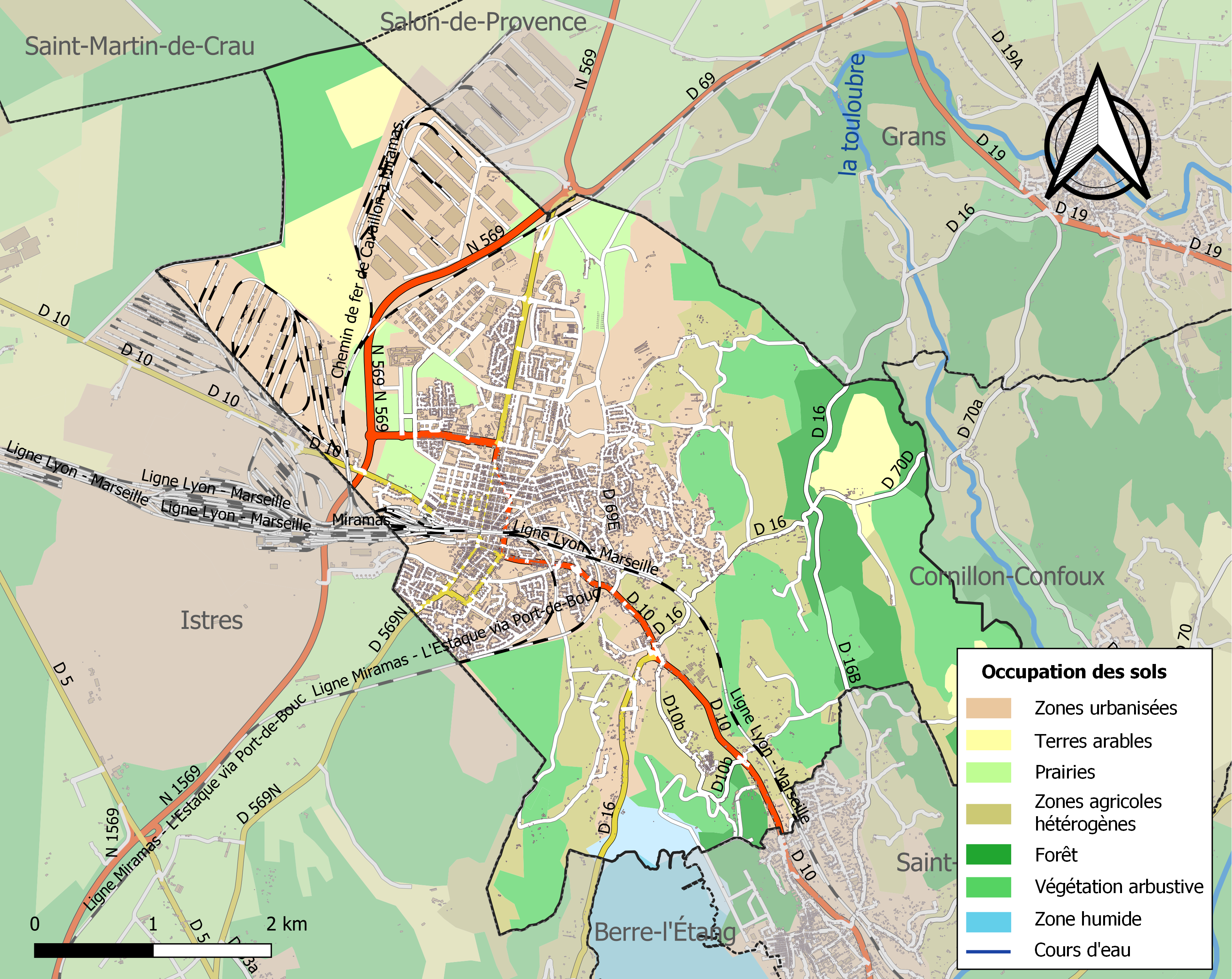

## Verkeer en vervoer
In de gemeente ligt spoorwegstation Miramas.

## Demografie
Onderstaande figuur toont het verloop van het inwonertal (bron: INSEE-tellingen).
Vanwege een beveiligingsprobleem met de MediaWiki Graph-software is het momenteel niet mogelijk deze grafiek weer te geven. Zodra de software is bijgewerkt zal de grafiek vanzelf weer zichtbaar worden.

## Geboren
- Eddy Lembo (1980), Algerijns wielrenner